# Last Christmas (film 2019)
Last Christmas è un film del 2019 diretto da Paul Feig.
La sceneggiatura è stata scritta da Bryony Kimmings ed Emma Thompson, che ha realizzato il soggetto della pellicola col marito Greg Wise.

## Trama
Londra, 2017. Kate lavora travestita da elfo in un negozio di Natale nel centro di Londra aperto tutto l'anno, ma sogna di diventare una cantante. Inoltre, è rimasta senzatetto dopo essere stata cacciata di casa dalla sua coinquilina. Un giorno, mentre è al lavoro, nota un uomo fuori che fissa verso l'alto. Così, inizia a parlare con lui, apprendendo che il suo nome è Tom.
Dopo un'audizione di canto senza successo, Kate incontra di nuovo Tom, che le propone di fare una passeggiata e intanto la incanta con le sue bizzarre osservazioni su Londra. La mattina seguente, Kate scopre suo malgrado che, per la sua solita disattenzione, non ha chiuso il negozio, che nella notte è stato rapinato. Il suo capo, una donna di origini cinesi che si fa chiamare Natalia, esprime delusione per Kate, pur non licenziandola, e in un discorso molto diretto le fa capire quanto sia cambiata dalla persona carismatica e amichevole che era una volta.
Di nuovo sfrattata, Kate è costretta a tornare a casa dei genitori, entrambi immigrati jugoslavi. Sua madre, Petra, soffre di una grave forma di depressione e suo padre Ivan, un ex avvocato, lavora come tassista in quanto non può permettersi di riqualificarsi per esercitare nel Regno Unito. Kate odia sua madre, mentre sua sorella, Marta, è un avvocato di successo.
Kate inizia a passare più tempo con Tom, che va in bicicletta e fa volontariato in un rifugio per senzatetto: il ragazzo le dice di tenere il telefono in una credenza e spesso scompare per giorni. Kate inizia ad aiutare al rifugio nella speranza di incontrarlo, ma scopre che lo staff non lo ha mai incontrato. Successivamente, mentre festeggia la promozione di Marta, Kate inavvertitamente rivela ai genitori che sua sorella ha una relazione con una donna.
Una sera, Kate incontra di nuovo Tom, che la accompagna nel suo appartamento. Kate gli rivela così che un anno prima è stata gravemente malata e si è sottoposta a un trapianto di cuore: si sente mezza morta e si chiede se ha il talento per farcela come cantante. Dopo aver passato la notte con Tom, inizia a fare piccoli passi per migliorare la sua vita, prendendosi cura del suo corpo, organizzando per Natalia un incontro con un uomo danese che ama il Natale tanto quanto lei, scusandosi con Marta e la sua ragazza e cantando canzoni natalizie per raccogliere denaro per il rifugio. Dopo qualche giorno si imbatte di nuovo in Tom, ma quando lui rifiuta l'idea di una relazione, lei si allontana credendo che non la ami veramente.
Kate continua a cercare di fare del bene e alla fine torna nell'appartamento di Tom, ma vi trova solamente un agente immobiliare, il quale le rivela che il precedente proprietario è stato ucciso in un incidente in bicicletta un anno prima e l'appartamento, da allora, è rimasto vuoto. Trovando il telefono nell'armadio, Kate si rende conto che il cuore che le è stato trapiantato è proprio quello di Tom e che tutte le loro interazioni sono state solo allucinazioni. Andando in un piccolo giardino che era il posto preferito di Tom, Kate lo incontra di nuovo e lui le dice che il suo cuore le apparterrà per sempre.
Due settimane dopo, è Natale: Kate organizza uno spettacolo al rifugio e invita tutti i suoi amici, vecchi e nuovi, compresa tutta la sua famiglia, così come Natalia e l'uomo danese, che ora stanno insieme. Kate esegue la canzone degli Wham! Last Christmas e nel mentre ha dei flashback dei suoi cosiddetti "incontri" con Tom, fino a quando non si alza il sipario, viene raggiunta dalla band di artisti e si scatena la festa. Più tardi, Kate e i suoi famigliari festeggiano il Natale insieme ad Alba, la fidanzata di Marta, per la prima volta.
La celebrazione del Natale svanisce e una luce intensa si trasforma in una scena estiva, in cui si vede una Kate visibilmente più sana scrivere nel suo diario nel giardino in cui Tom l'aveva portata. È seduta sulla panca commemorativa di Tom, con una targa che porta il suo nome con gli anni della nascita e della morte. Sorridendo e visibilmente felice, Kate alza lo sguardo, come le ha sempre consigliato Tom.

## Produzione

### Cast
Nel settembre 2018 è stato annunciato che Emilia Clarke ed Henry Golding avrebbero partecipato a una commedia romantica natalizia ambientata a Londra; Paul Feig avrebbe girato la pellicola ed Emma Thompson co-scritto la sceneggiatura. Il mese seguente fu ufficializzato che la Thompson avrebbe anche recitato e che il film avrebbe compreso musica di George Michael e degli Wham!, tra cui Last Christmas, e tracce mai sentite prima. Nel novembre 2018 Michelle Yeoh si è unita al cast.
La protagonista regala alla sorella una bottiglia di Amarone della Valpolicella della cantina Bolla.

#### Cameo
Andrew Ridgeley, l'ex compagno di George Michael negli Wham!, appare in un cameo.

### Riprese
Le riprese iniziarono il 26 novembre 2018 e terminarono a febbraio 2019. Il budget del film è stato di 25 milioni di dollari.

## Colonna sonora
La colonna sonora del film è stata composta da Theodore Shapiro.
È stato inoltre pubblicato un album ufficiale contenente 14 dei più grandi successi di George Michael e degli Wham!, più il brano inedito This Is How (We Want You to Get High), registrato nel 2015.

### Tracce
1. Last Christmas
2. Too Funky
3. Fantasy
4. Praying for Time
5. Faith
6. Waiting for That Day
7. Heal the Pain
8. One More Try
9. Fastlove
10. Everything She Wants
11. Wake Me Up Before You Go-Go
12. Move On
13. Freedom! '90
14. Praying for Time (MTV Unplugged)
15. This Is How (We Want You to Get High)

## Distribuzione
Il film è stato distribuito l'8 novembre 2019 nelle sale cinematografiche degli Stati Uniti e il 19 dicembre in quelle italiane.

### Home video
Il film è disponibile in formato digitale dal 21 gennaio 2020 e in Blu-ray Disc e DVD dal 4 febbraio seguente.

## Accoglienza

### Incassi
Last Christmas ha incassato 35150750 $ in Nord America e 86400000 $ nel resto del mondo, per un incasso complessivo di 121550750 $, a fronte di un budget di produzione di $25 milioni.

### Critica
Sul sito web Rotten Tomatoes il film riceve il 47% delle recensioni professionali positive, con un voto medio di 5,4/10, basato su 210 critiche.
Anche su Metacritic il film ottiene un punteggio medio di 50 su 100 basato su 40 recensioni.